# Mareike Prior
Mareike Prior (* 10. September 1980) ist eine ehemalige deutsche Fußballspielerin.

## Karriere
Die 174 cm große Prior spielte als Abwehrspielerin zunächst für Grün-Weiß Brauweiler und ab 1. Juli 2000 für den eigenständigen daraus ergangenen Verein FFC Brauweiler Pulheim. Noch keine 17 Jahre alt, bestritt sie das Spiel um den 1992 eingeführten Supercup, in dem sich amtierender Meister und amtierender Pokalsieger (ggf. der unterlegene Pokalfinalist) gegenüberstanden. Am 31. August 1997 gehörte sie der Mannschaft an, die in Rheine den FC Eintracht Rheine mit 1:0 bezwingen konnte. In der Saison 1999/2000 bestritt sie ihre ersten zehn Punktspiele in der Bundesliga. Ihr erstes von zehn Saisonspielen bestritt sie am 29. August 1999 (1. Spieltag) beim 3:1-Sieg im Auswärtsspiel gegen den Neuling FFC Flaesheim-Hillen. In den beiden Folgesaisons bestritt sie insgesamt 14 Punktspiele für den FFC Brauweiler Pulheim.
In der Saison 2003/04 spielte sie für den Ligakonkurrenten SC 07 Bad Neuenahr, während ihr ehemaliger Verein am Saisonende aus der höchsten Spielklasse im deutschen Frauenfußball in die seinerzeit zweitklassige Regionalliga West abstieg. Mit ihrem neuen Verein gelangte sie bis ins Viertelfinale des Pokal-Wettbewerbs, in dem ihre Mannschaft am 14. Dezember 2003 mit 0:3 beim späteren Pokalsieger 1. FFC Turbine Potsdam ausschied.

## Erfolge
- DFB-Supercup-Sieger 1997 (mit Grün-Weiß Brauweiler)